# Acalolepta pici
Acalolepta pici är en skalbaggsart som först beskrevs av Stefan von Breuning 1935.  Acalolepta pici ingår i släktet Acalolepta och familjen långhorningar. Inga underarter finns listade i Catalogue of Life.